# Heteragrion makiritare
Heteragrion makiritare är en trollsländeart som beskrevs av De Marmels 2004. Heteragrion makiritare ingår i släktet Heteragrion och familjen Megapodagrionidae. IUCN kategoriserar arten globalt som livskraftig. Inga underarter finns listade i Catalogue of Life.